# Nekrolog 1424
Nekrolog
◄◄
| ◄
| 1420
| 1421
| 1422
| 1423
| 1424 | 1425 | 1426 | 1427 | 1428 | ► | ►►
Weitere Ereignisse | Allgemeiner Nekrolog 1424
Die Beschreibung der verstorbenen Person sollte so kurz wie möglich gehalten sein und nur deren signifikante Tätigkeit(en) enthalten.
Neue Namen ggf. auch unter dem Geburts- und Sterbedatum, also etwa unter 1. Januar und im Geburts- und Sterbejahr (2024) eintragen (nur bei entsprechender großer Wichtigkeit). Für Beispiele siehe die schon vorhandenen Artikel.
Außerdem über die fünf zuletzt Verstorbenen, zu denen es einen ausreichend guten Artikel für eine Präsentation auf der Hauptseite gibt, nach der todesbedingten Überarbeitung der Artikel ggf. auch unter Wikipedia Diskussion:Hauptseite informieren und sie am besten auch in den anderen Wikipedia-Sprachversionen eintragen. Tipp: Regelmäßig bei news.google.de nach „ist tot“, „gestorben“ oder „verstorben“ suchen.
Wenn eine Person gestorben ist, gibt es viele Seiten zu dieser Person in der Wikipedia, die davon auch betroffen sind und entsprechend aktualisiert werden müssen. Beispiele: Namenübersichtsseite, Geburtsjahr, Geburtsort-Seiten und viele mehr.
Wie finde ich die betroffenen Seiten?
Im Suchfeld auf der linken Seite gibt man den Suchbegriff so ein: „Vorname Nachname“. Dann klickt man auf Volltext und alle Seiten mit entsprechendem Suchtext werden aufgerufen. Hier sieht man dann schnell, wo auch das Todesjahr Sinn macht oder sogar ein Teil des Artikels angepasst werden muss. Auch hilft das „Werkzeug“ auf der linken Seite sehr gut, um solche Seiten aufzufinden: „Links auf diese Seite“. Somit ist die Wikipedia wieder aktuell in allen Bereichen! Hinweis: bei Eintragung der Kategorie „Gestorben JAHR“ wird der Missbrauchsfilter 49 ausgelöst, was jedoch nicht schlimm ist. Siehe: Spezial:Missbrauchsfilter/49
Dies ist eine Liste von im Jahr 1424 verstorbenen bekannten Persönlichkeiten. Die Einträge erfolgen innerhalb der einzelnen Daten alphabetisch sortiert. Tiere sind im Nekrolog für Tiere zu finden.

## Januar
| Tag       | Name                   | Beruf, bekannt als    | Alter | Beleg |
| --------- | ---------------------- | --------------------- | ----- | ----- |
| 4. Januar | Muzio Attendolo Sforza | römischer Condottiere | 54    |       |

## Februar
| Tag         | Name                   | Beruf, bekannt als                                    | Alter | Beleg |
| ----------- | ---------------------- | ----------------------------------------------------- | ----- | ----- |
| 3. Februar  | Johann von Bieberstein | böhmischer Freiherr, Widersacher von König Wenzel IV. |       |       |
| 11. Februar | Johannes Abezier       | deutscher Fürstbischof                                |       |       |

## März
| Tag      | Name                          | Beruf, bekannt als      | Alter | Beleg |
| -------- | ----------------------------- | ----------------------- | ----- | ----- |
| 5. März  | Johann von Waldow             | Bischof von Lebus       |       |       |
| 31. März | Siegfried Lander von Spanheim | Landmeister in Livland  |       |       |
| März     | Johannes II. von Waldburg     | deutscher Adliger, Graf |       |       |

## April
| Tag       | Name        | Beruf, bekannt als | Alter | Beleg |
| --------- | ----------- | ------------------ | ----- | ----- |
| 16. April | Konrad III. | Graf von Neuenburg |       |       |

## Mai
| Tag     | Name                            | Beruf, bekannt als                                      | Alter | Beleg |
| ------- | ------------------------------- | ------------------------------------------------------- | ----- | ----- |
| 10. Mai | Go-Kameyama                     | 99. Tennō von Japan                                     |       |       |
| 12. Mai | Hartmann Münch von Münchenstein | Bischof von Basel                                       |       |       |
| 12. Mai | Johann I. von Hoya              | Fürstbischof von Paderborn, Fürstbischof von Hildesheim |       |       |

## Juni
| Tag      | Name              | Beruf, bekannt als           | Alter | Beleg |
| -------- | ----------------- | ---------------------------- | ----- | ----- |
| 10. Juni | Ernst der Eiserne | Herzog von Österreich        |       |       |
| 16. Juni | Johannes Ambundi  | römisch-katholischer Bischof |       |       |

## August
| Tag        | Name                                  | Beruf, bekannt als                               | Alter | Beleg |
| ---------- | ------------------------------------- | ------------------------------------------------ | ----- | ----- |
| 12. August | Yongle                                | Kaiser von China (1403–1424)                     | 64    |       |
| 17. August | Archibald Douglas, 4. Earl of Douglas | schottischer Adliger                             |       |       |
| 17. August | John Stewart, 3. Earl of Buchan       | schottischer Adeliger, Connétable von Frankreich |       |       |

## Oktober
| Tag         | Name                 | Beruf, bekannt als                                                       | Alter | Beleg |
| ----------- | -------------------- | ------------------------------------------------------------------------ | ----- | ----- |
| 11. Oktober | Jan Žižka            | böhmischer Heerführer der Hussiten                                       |       |       |
| 14. Oktober | Otto IV. von Hoya    | Bischof von Münster (1392–1424); Administrator von Osnabrück (1410–1424) |       |       |
| 21. Oktober | Griete van Naaldwijk | Laienschwester im Kloster Diepenveen                                     |       |       |
| 24. Oktober | Albert Schreye       | deutscher Kaufmann, Ratsherr und Kämmereiherr in Hamburg                 |       |       |
| 27. Oktober | Nicholas Bubwith     | englischer Kleriker, Bischof von Bath und Wells                          |       |       |

## Datum unbekannt
| Tag | Name                          | Beruf, bekannt als                                                                                               | Alter | Beleg |
| --- | ----------------------------- | --- | ----- | ----- |
|     | Intharacha                    | König des Reiches Ayutthaya                                                                                      |       |       |
|     | Johann II.                    | Herzog von Troppau-Ratibor, Jägerndorf und Freudenthal, Landeshauptmann von Glatz und Frankenstein               |       |       |
|     | Braccio da Montone            | italienischer Condottiere                                                                                        |       |       |
|     | Nikolaus Stör von Schweidnitz | Theologieprofessor an der Prager Karlsuniversität und der Universität Leipzig, Verfasser theologischer Schriften |       |       |
|     | Giovanni Sercambi             | italienischer Schriftsteller und Staatsmann                                                                      |       |       |
|     | Štěpán z Pálče                | böhmischer Theologe und Rektor an der Karls-Universität in Prag, sowie Vertreter der Hussiten                    |       |       |
|     | Taglung Trashi Peltseg        | Geistlicher der Taglung-Kagyü-Schule, Abt des Taglung-Klosters, 9. Khenpo von Taglung                            |       |       |